# Clemens Schwender
Clemens Schwender (* 1956 in Neunkirchen (Saar))  ist ein deutscher Hochschullehrer mit dem Schwerpunkt Medienpsychologie. Er ist seit 2011 Professor im Studiengebiet Medienmanagement an der Hochschule der populären Künste FH in Berlin.

## Biografie
Schwender ist ein Sohn des saarländischen Malers Hans E. Schwender. Er studierte Germanistik, Philosophie und Psychologie an der Technischen Universität Berlin. Zwischen 1983 und 1993 arbeitete er als Lehrer, freier Journalist und Industrieberater.
Von 1993 bis 1999 war er wissenschaftlicher Assistent an der Technischen Universität Berlin. Dort promovierte er über die Geschichte der Gebrauchsanleitung am Beispiel des Berliner Telefonbuches.
2000 gründete Schwender zusammen mit Katrin Kilian auf Initiative von Ortwin Buchbender das Feldpost-Archiv im Museum für Kommunikation Berlin, eine Sammlung für deutsche Feldpost im Zweiten Weltkrieg.
Von 1999 bis 2004 war er wissenschaftlicher Assistent bei Friedrich Knilli und Norbert Bolz. Er habilitierte über Medien und Emotionen und erschloss dabei die Evolutionspsychologie für die Medientheorie.
Von 2004 bis 2008 war er Professor an der Jacobs University Bremen. Am dortigen Jacobs Center on Lifelong Learning forschte er zu Mediendarstellungen des Alters und zu altersabhängigen Rezeptionsweisen. Dazu zählen auch die Entwicklung und Funktion von Geschmack und ästhetischen Präferenzen.
Er hatte  Gastprofessuren, unter anderem an der Universität der Künste Berlin, der Universität Rostock und an der Johns Hopkins University in Baltimore.

## Publikationen
- Lust auf Lesen. Die lesemotivierende Gestaltung von Technischer Dokumentation – Reihe: Hochschulschriften Bd. 12. Schmidt-Römhild Lübeck: 2007 (mit Ulrich Bühring)
- Medien und Emotionen. Evolutionspsychologische Bausteine zu einer Medientheorie. DUV Wiesbaden 2006.
- Wie benutze ich den Fernsprecher? Die Anleitung zum Telefonieren im Berliner Telefonbuch 1881-1996/97. Peter Lang, Berlin, Bern, New York 1997.
- Früher haben wir die Anleitungen nebenbei gemacht ...  Ansätze zu einer Oral History der Technischen Dokumentation. Peter Lang, Berlin, Bern, New York 1993
- Clemens Schwender: Angst macht Spaß. In: Medien-Impulse, 57, S. 30–34, 2006.

- Joachim von Gottberg im Gespräch mit Clemens Schwender: Gefühle bewerten, was wir sehen. Das Verhältnis von Emotionen und Kognition bei der Medienrezeption. In: tv diskurs. Verantwortung in audiovisuellen Medien. 14. Jg., 1/2010 (Ausgabe 51), S. 18–22[1]